# 2020년 하계 올림픽 케냐 선수단
2020년 하계 올림픽 케냐 선수단은 2021년 일본 도쿄에서 열린 2020년 하계 올림픽에 참가한 올림픽 케냐 선수단이다.
케냐는 2020년 도쿄 하계 올림픽에 출전했다. 원래 2020년 7월 24일부터 8월 9일까지 열릴 예정이었던 올림픽은 코로나19 범유행으로 인해 2021년 7월 23일부터 8월 8일로 연기되었다. 이번 하계 올림픽은 1956년 첫 대회 이후 1976년 몬트리올 올림픽과 1980년 모스크바 올림픽을 보이콧한 이후 15번째 하계 올림픽 출전이었다.
케냐의 메달 집계는 2016년 금메달 6개, 총 메달 13개에 비해 약간 감소했지만 여전히 다른 아프리카 국가보다 훨씬 더 많은 메달을 획득했다.

## 출전 선수
| 종목   | 남자 | 여자 | 전체 |
| ------ | ---- | ---- | ---- |
| 육상   | 22   | 18   | 40   |
| 배구   | 0    | 2    | 2    |
| 복싱   | 2    | 2    | 4    |
| 럭비   | 13   | 13   | 26   |
| 수영   | 1    | 1    | 2    |
| 태권도 | 0    | 1    | 1    |
| 배구   | 0    | 12   | 12   |
| 전체   | 38   | 49   | 87   |

## 같이 보기
- 올림픽 케냐 선수단